# Съвременно изкуство
Съвременното изкуство е съвременна живопис създадена през втората половина на 20век и 21век. Творчеството на съвременните живописци е повлияно от средата на глобален, културно разнообразен и технологично развиващ се свят. Съвременната живопис е динамична комбинация от материали, методи, идеи и субекти, които излизат изъвн традиционните граници на мисълта и излизат извън границите на човешкото въображение. Тази живопис е разнообразна и дигитална като цяло се отличава със самата липса на единен, организиращ принцип, идеология или „идеологизъм“. Съвременното изкуство е част от културен диалог, който засяга по-големи общностни рамки като лична и културна идентичност, семейство, общност и националност в света на човека.
В България съществува институт за съвременно изкуство в София, както и такъв Център за съвременно изкуство – Пловдив, Баня „Старинна", създаден от Сдружение „Изкуство днес".

## Обхват
Класификацията на „съвременно изкуство“ като специален вид изкуство, а не като общоприлагателна фраза се връща към началото на модернизма в англоговорещия свят. В Лондон Обществото за съвременно изкуство е основано през 1910 г. от критика Роджър Фрай и други, като частно дружество за закупуване на произведения на изкуството, което да ги постави в обществените музеи. Редица други институции, използващи този термин са основани през 30-те години, като например през 1938 г. Обществото за съвременно изкуство в Аделаида, Австралия, и нарастващ брой след 1945 г. Мнозина, като Института за съвременно изкуство, Бостън променят имената си от тези, използващи „модерно изкуство“ през този период, тъй като модернизмът се определя като историческо художествено движение и много „модерно“ изкуство престава да бъде „съвременно“. Определението за това, което е съвременно изкуство е естествено и е винаги в движение, закрепено в настоящето с начална дата, която се движи напред, но произведенията, закупени от Обществото за съвременно изкуство през 1910 г., вече не могат да бъдат описани като съвременни.
Конкретни моменти, които се разглеждат като белези за промяна в стиловете на изкуството, включват края на Втората световна война и 60-те години на 20век. Липсват естествени точки на прекъсване от 60-те години на миналия век, а определенията за това какво представлява „съвременно изкуство“ през 2010-те варират и са най-вече неточни. Изкуството от последните 20 години е много вероятно да бъде включено и определенията често включват изкуство, датиращо от около 1970 г.; „изкуството от края на 20-ти и началото на 21-ви век“;"изкуството от края на 20-ти век и началото на 21-ви век, както израстване, така и отхвърляне на модерното изкуство. ; „ Строго погледнато, терминът „съвременно изкуство" се отнася до изкуство, направено и произведено от художници, живеещи днес ";„ Изкуство от 60-те или 70-те години на 20в. до тази минута ";, а понякога и по-нататък, особено в музейния контекст, тъй като музеите, които формират постоянна колекция от съвременно изкуство, неизбежно намират това остаряване. Мнозина използват формулировката „Модерно и съвременно изкуство“, която избягва този проблем. По-малките търговски галерии, списания и други източници могат да използват по-строги определения, може би ограничавайки „съвременния“ да работи от 2000 г. нататък. Художници, които все още са продуктивни след дълга кариера и продължаващи художествени движения, могат да представят определен проблем; галерии и критици често не са склонни да разделят работата си между съвременна и несъвременна.
Социологът Натали Хайних прави разлика между модерното и съвременното изкуство, описвайки ги като две различни парадигми, които частично се припокриват исторически. Тя открива, че докато „модерното изкуство“ оспорва конвенциите за представяне, „съвременно изкуство“ оспорва самото понятие за произведение на изкуството. Тя разглежда фонтана на Дюшан (който е направен през 1910-те в разгара на триумфа на модерното изкуство) като изходна точка на съвременното изкуство, набрало инерция след Втората световна война с изпълненията на Гутай, монохромите на Ив Клайн и рисунката „Erased de Kooning Drawing“ от Раушенберг

## Теми
Една от трудностите, които много хора изпитват при подхода към съвременните произведения на изкуството, е неговото разнообразие – разнообразие от материал, форма, предмет и дори периоди от време. Той се „отличава със самата липса на единен организиращ принцип., който толкова често виждаме в други, а често и по-познати, арт периоди и движения. Най-общо казано, ние виждаме модернизма като разглеждащ модернистични принципи – фокусът на работата е самореферентен, изследва собствените си материали (изследвания на линия, форма, цвят, форма). По същия начин, импресионизмът разглежда нашето възприемане на даден момент чрез светлина и цвят, за разлика от опитите за категоричен реализъм (Реализмът също е художествено движение). От друга страна, съвременното изкуство няма нито една, нито една цел, нито гледна точка. Вместо това нейната гледна точка е неясна, може би отразяваща днешния свят. Следователно тя може да бъде противоречива, объркваща и отворена. Съществуват обаче редица общи теми, които се появяват в съвременните произведения. Макар че те не са изчерпателни, забележителни теми включват: политика на идентичността, тялото, глобализацията и миграцията, технологиите, съвременното общество и култура, времето и паметта, както и институционалната и политическа критика. Постмодерните, постструктуралистки, феминистки теории изиграват важна роля в развитието на съвременните теории за изкуството.

## Социално изкуство в България
Инициативите за социално изкуство в България възникват предимно чрез доброволчество и екологични усилия, често съчетавайки творческо изразяване с гражданска ангажираност . Едно от ключовите събития, улесняващи тези пресечни точки, е Фестивалът на гражданския будилник, видна платформа, където творците могат да представят своите произведения и да си сътрудничат с публика в различни категории, включително текст, илюстрация и фотография.
Фестивалът служи като жизненоважна възможност за хибридни професионалисти да се застъпват за социални каузи чрез своето изкуство. Например, Татяна Гаркавая, победителка в категорията „Фотография“ за 2023 г. и носителка на наградата на публиката, използва своя фотопроект "Укрепване на изкуствения остров за пеликани”, за да повиши осведомеността за най-старата българска доброволческа ваканция, лагерът „Атанасовско езеро“ . В допълнение към фотографската си работа, Гаркавая е написала поредица от статии, продуцирала е видеоклипове и е публикувала наградена книга за доброволческия туризъм в резерватите за птици в България .

## История
По-долу се изброяват съвременните арт-направления по десетилетия (изброяването не претендира да е изчерпващо):

### 1950-те
- Абстрактен експресионизъм (Abstract Expressionism)
- Американски фигуративен експресионизъм (American Figurative Expressionism)
- Калифорнийско фигуративно движение (Bay Area Figurative Movement)
- Лирична абстракция (Lyrical Abstraction)
- Нюйоркски фигуративен експресионизъм (New York Figurative Expressionism)
- Нюйоркска школа (New York School)

### 1960-те
- Абстрактен експресионизъм (Abstract Expressionism)
- Американски фигуративен експресионизъм (American Figurative Expressionism)
- Абстрактни изобразители (Abstract Imagists)
- Калифорнийско фигуративно движение (Bay Area Figurative Movement)
- Цветово поле (Color field)
- Компютерно изкуство (Computer art)
- Концептуално изкуство
- Флуксус (Fluxus)
- Хепънинги (Happening/s)
- Остроконтурно рисуване (Hard-edge painting)
- Лирична абстракция (Lyrical Abstraction)
- Минимализъм (Minimalism)
- Нео-Дада (Neo-Dada)
- Нюйоркска школа (New York School)
- Новореализъм (Nouveau Réalisme)
- Оптическо изкуство (Оп арт)
- Пърформансно изкуство (Performance art)
- Поп-арт (Pop Art)
- Постминимализъм (Postminimalism)
- Washington Color School
- Кинетично изкуство (Kinetic art)

### 1970-те
- Бедняшко изкуство (Arte Povera)
- АСКИ-изкуство (Ascii Art)
- Лоша рисунка (Bad Painting)
- Боди-арт (Body art)
- Книга на художник (Artist's book)
- Феминистко изкуство (Feminist art
- Инсталационно изкуство
- Земно изкуство (Land Art)
- Простовато изкуство (Lowbrow art movement)
- Фотореализъм (Photorealism)
- Постминимализъм (Postminimalism)
- Артпроцес (Process Art)
- Видеоизкуство (Video art)
- Фънк-изкуство (Funk art)
- Шаблон и декорация (Pattern and Decoration)

### 1980-те
- Заемно изкуство (Appropriation art)
- Културно заглушаване
- Демосцена (Demoscene)
- Електронно изкуство (Electronic art)
- Свободна фигурация (Figuration Libre)
- Графити-арт (Graffiti Art)
- Живо изкуство (Live art)
- Пощенско изкуство (Mail art)
- Постмодерно изкуство
- Неоконцептуално изкуство (Neo-conceptual art)
- Неоекспесионизъм (Neo-expressionism)
- Неопоп (Neo-pop)
- Звуко-изкуство (Sound art)
- Трансгресивно изкуство (Transgressive art)
- Трансхуманно изкуство Transhumanist Art
- Видео-инсталация (Video installation)
- Институционална критика (Institutional Critique)

### 1990-те
- Биоарт (Bio art)
- Киберизкуства (Cyberarts)
- Циничен реализъм (Cynical Realism)
- Дигитално изкуство
- Инфо-изкуство (Information art)
- Интернет-изкуство (Internet art)
- Еклектичен сюреализъм (Massurrealism)
- Максимализъм Maximalism
- Нова Лайпцигска школа (New Leipzig School)
- Нови техники (New media art)
- Софтуерен арт (Software art)
- Ново евро-рисуване (New European Painting)
- Нови британски художници Young British Artists

### 2000-те
- Класически реализъм (Classical realism)
- Съотносително изкуство (Relational art)
- Улично изкуство (Street art)
- Стукизъм
- Суперплоско (Superflat)
- Видеоигри (Videogame art)
- Виджей (видеоджокерно) изкуство (VJ art)
- Виртуално изкуство (Virtual art)
- Антиизкуство (Anti-art)